# 教派的喜悦
《教派的喜悦》（英語：The Joy of Sect）是美国动画情景喜剧《辛普森一家》第9季的第13集，也是全剧的第191集，于1998年2月8日通过福克斯广播公司在美国首播。在这一集里，一个名为“行动派”的邪教主宰了春田镇，霍默和巴特在春田镇国际机场受到几个教徒招募，结果一家人都加入邪教。霍默之后被洗脑，带着全家人搬到邪教的院落居住。这集节目源于大卫·米尔金的初步构想，史蒂夫·奥唐奈是首席编剧，史蒂芬·迪安·摩尔担任导演。众编剧在设计“行动派”时参考了多个新興教派，其中影响最大的是山达基、天堂之门、统一教和人民圣殿教。
媒体出版物之后从包括宗教、哲学和心理学在内的多个角度分析这集节目，以《辛普森一家》为主题的书籍将行动派邪教和众编剧参考的其他多个组织对比。《教派的喜悦》中还有许多有关流行文化的隐喻，如片名就是模仿《性爱的喜悦》一书，剧中还有涉及电视剧《六号特殊犯人》中神秘白球的隐喻。《今日美国》和影音俱乐部都在评论中认为《教派的喜悦》是《辛普森一家》最重要的剧集之一。

## 剧情
巴特·辛普森和霍默·辛普森在春田镇国际机场结识了格伦（Glen）和简（Jane），两人是新兴宗教“行动派”（Movementarianism）的招募员，他们邀请霍默和许多春田镇居民前去观看宣传片。宣传片长达数小时，其中介绍了一位人称“老大”的神秘人，称这位老大会带领行动派教友乘飞船前往“极乐行星”，大家都可以在这颗星球上永远幸福地生活下去。绝大部分前来的观众都被这冗长的电影洗脑，对这位老大充满崇拜之情，只有霍默看起来并没有受到很大影响。格伦和简尝试了各种办法，最后终于让霍默开始演唱《蝙蝠侠》的主题歌，只是将歌词中的“蝙蝠侠”换成“老大”。
霍默加入邪教后，他的房子上出现邪教的符号，他和家人都搬进行动派的院落，这里所有的人都必须参加劳动，收割棉豆。老大住在一个他人禁止入内的谷仓里，据称飞船就是在这里建造。他每次露面的时间都很短，坐在劳斯莱斯里向追随者们挥手。行动派的势力和普及率与日俱增，春田镇的多家教堂变得空无一人，镇上的新闻媒体也落入其掌控。伯恩斯先生对老大的免税待遇非常眼红，决定自创宗教，并在镇上举行盛大仪式，宣布自己就是神。但是，伯恩斯用蜡制作的发达“肌肉”被烟火点燃，所以春田镇居民对他毫不买账。
辛普森的孩子们起初虽然反抗，但之后都加入了行动派。只有玛琦还在坚持抵抗，并且从戒备森严、还有一个怪兽般可怕白色球体看守的院落中逃了出来。出来后，她找上同样在与行动派对抗的洛夫乔伊牧师、内德·弗兰德和威利校管请求援助。在这些人的帮助下，玛琦说服家人和她一起离开行动派的院落。一家人来到弗兰德家里，玛琦先设法让孩子们清醒过来，内德递给霍默一杯啤酒，看起来他似乎也清醒过来了，但他刚开始喝酒就被行动派的律师所擒。
霍默被押回行动派院落，他向众人宣布，自己已经不再是之前那个被洗脑的人了。霍默打开那个禁止入内的谷仓，满以为可以揭露邪教的真面目，但却意外发现里面真的有一艘“飞船”。老大这时宣称，霍默“缺乏信仰”，因此人类永远都无法到达极乐行星。众教友正担心老大所言属实时，那架做工粗糙的飞船刚起飞就解体了，众人这才看清，老大其实是拿着所有人的钱，坐在脚踏车式飞行器里逃跑。行动派的信仰土崩瓦解，老大也没能飞出多远就一头撞在克莱图斯·斯普克勒的前廊。斯普克勒用枪指着老大，取回镇民们的钱。
回到家里，莉萨感叹：“重新自己思考的感觉真好。”一家人打开电视，福克斯电视台正播出广告，里面传出“你正在收看福克斯”的声音，将众人催眠并跟着念：“我们正在收看福克斯……”，显然，他们又被洗脑了。

## 制作

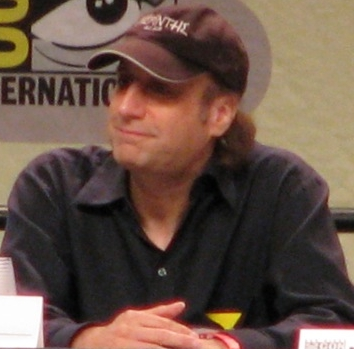
《教派的喜悦》源自执行制作人大卫·米尔金的构想

《教派的喜悦》是史蒂夫·奥唐奈（Steve O'Donnell）编剧的第2集《辛普森一家》，也是最后1集，剧情的初步构想源自大卫·米尔金（David Mirkin）。米尔金曾是剧集第5和第6季的节目统筹，但在第9季时又回归参与两集节目的制作。据他所说，自己决定以一集节目嘲弄邪教是因为它们既“可笑，（又）有趣，而且还很扭曲。”米尔金在某天晚上开车回家时从电台节目里听到有关邪教的历史，进而产生制作这集节目的构想。参与本集剧本创作的主要编剧除米尔金和奥唐奈外，还包括贾斯·里奇戴尔（Jace Richdale）和凯文·柯伦（Kevin Curran）。片名《教派的喜悦》则源于里奇戴尔的提议。
编剧在构想“行动派”期间参考过多种邪教和宗教，如山达基、吉姆·琼斯和人民圣殿教、天堂之门、统一教、奥修及罗杰尼希教，还有奥奈达公社等。剧中“老大”开着劳斯莱斯穿过田野的镜头主要是受到奥修的影响，而违背他人意愿、将教友关在营地内的内容则意指吉姆·琼斯。选择“行动派”这么个名字只是因为其英语原名念起来很别扭。剧中邪教播放的宣传片长达6小时，有些观众中途起身想要离开，但又因为同侪压力和团体迷思最终留了下来，这指的是统一教和EST邪教。节目的制作人还承认，这集最后一幕是在嘲笑福克斯公司是“邪恶的心灵控制网络”。节目的剧本于1997年编写，天堂之门邪教的众多教友也几乎是在同一时间集体自杀。几位编剧都发现米尔金的初稿和天堂之门邪教有多个奇怪的相似之处，如教众都穿着统一的服装和古怪的球鞋，而且都相信会有飞船前来将他们送往极乐世界。但由于集体自杀事件的发生，剧本中的多个元素不得不加以更改，以免让人产生不快的联想。

## 主题
克里斯·特纳（Chris Turner）在《辛普森行星》（Planet Simpson: How a Cartoon Masterpiece Defined a Generation）一书中认为，“行动派”相当于山达基教会和雷尔运动的结合体，还部分受到文鲜明和奥修的影响。书中还指出，节目尾声时辛普森家族的表现足以说明，电视这种“准宗教性质的邪教在我们这个时代高速成长”。书中称电视为某种“流行邪教”，是“一种快速增长的突变替代信仰，填补了西方社会结构中一度由宗教组织占据的巨大空洞”。（意为“对抗强制手段网络”）组织的马丁·亨特（Martin Hunt）指出，“行动派”和山达基存在多个类似之处，“老大”外貌很像L·罗恩·贺伯特，行动派所订的“1万亿年劳动合同”则暗指海洋机构的1万亿年合同，同时两个邪教都有提起大量司法诉讼。《影音俱乐部》在《春田镇加入邪教》（Springfield joins a cult）一文中对本集进行分析，行动派计划将教众送往“极乐行星”，这和天堂之门承诺将教友送到海尔-博普彗星享受幸福永生可谓异曲同工。不过文中也指出，片中巴特有这么句台词：“教会、邪教、邪教、教会。看来以后每个周日我们都要到别的什么地方去感受无聊了”，这说明《教派的喜悦》剧情所指的包括大部分宗教组织。《辛普森行星》还对剧中反洗脑的情节加以探讨，威利校管本试图让霍默恢复清醒，但从对方口中得知行动派的哲学理念后，他也屈服了，成为邪教的追随者。克里斯·特纳指出，玛琦应该采用第5季第18集《伯恩斯的继承人》（Burns' Heir）中的反洗脑器作为工具，说服巴特离开伯恩斯先生，回自己的家。
威廉·欧文（William Irwin）在《辛普森一家与哲学：霍默的D'oh!》（The Simpsons and Philosophy: The D'oh! of Homer）一书中认为，玛琦“在《教派的喜悦》中逃离邪教公社”，这证明她有着“亚里士多德般的贤惠人格特质”。《辛普森一家心理学》一书则从心理学范畴探讨《教派的喜悦》，书中在讨论这集展现的决策心理学时指出，“霍默并不是出于理性选择完全沦为行动派教友……而是通过逐渐升级的认同过程变成这样”。《辛普森一家心理学》还逐个剖析了行动派采用的各种洗脑手段，如充满魅力的领袖、通过宗教实体或外星生物来建立权威（“极乐行星”），让教众从心理上接受领袖的伟大，进而丧失自由意志。书中还分析了行动派在播放6小时宣传片时采用的洗脑手段。剧中有部分观众记得自己之前得到的承诺，想什么时候走都行，但他们实际上却要面对一群人的质问，要求他们对离开给出明确的理由或解释，导致这些人最后留下来看完了整场宣传片。书中指出，这种手段相当于“无形的压力”，与邪教公社中的“铁丝网、地雷、狗、鳄鱼，以及玛琦逃跑时遭遇的邪恶神秘白色球体”异曲同工。《辛普森一家心理学》还指出，剧中的“老大”属于权威人物，“他有别人没有但渴望的知识或能力”。邪教院落中的孩子们也不是通过传统数学教科书来学习，而是在学《老大之路算术》（Arithmetic the Leader's Way）和《爱老大的人的科学》（Science for Leader Lovers）。
据马克·平斯基（Mark I. Pinsky）的《辛普森一家中的福音》（The Gospel According to the Simpsons）一书记载，《辛普森一家》的一位编剧称，剧集原计划会针对山达基制作一集节目，但由于该邪教一直有“起诉和骚扰反对者的恶名”，制作人最后决定放弃。马特·格勒宁虽然在节目中恶搞山达基，但为巴特·辛普森配音的演员南希·卡特赖特却曾于1996年成为山达基教徒，平斯基觉得这颇具讽刺意味。作者进一步指出，格勒宁之后还是在《飞出个未来》中用虚构的“机器达基教会”拿山达基开涮。格勒宁则表示，由于这个虚构的宗教和山达基名称接近，他还接到过山达基教会打来的电话。

## 文化指涉
《教派的喜悦》有多处参照流行文化的内容。首先，剧名是恶搞亚历克斯·康福特（Alex Comfort）的《性爱的喜悦》（The Joy of Sex）一书。玛琦试图逃离邪教院落时遭到神秘白色球体的追杀，这个球体源自1967年的电视剧《六号特殊犯人》。尼尔·赫夫蒂（Neal Hefti）和纳尔逊·里德尔（Nelson Riddle）为20世纪60年代电视剧《蝙蝠侠》创作的主题曲成为本集中向霍默灌输邪教哲学的工具，《巴尼与朋友》中的歌曲《我爱你，你爱我》（I Love You, You Love Me）也在《教派的喜悦》中沦为将婴儿洗脑的手段。伯恩斯先生在向镇民介绍自创的宗教时，大部分镜头都是恶搞迈克尔·杰克逊1995年唱片的宣传视频。校管威利用指甲划过教堂的窗户，希望引起玛琦和洛夫乔伊牧师的注意，这段镜头意指1975年电影《大白鲨》，该片中的昆特一角也有过类似举动。春田镇国际机场中有家“克莱顿和金作品书店”，这指的是作家迈克尔·克莱顿和斯蒂芬·金，两人均以机场小说闻名，这家书店也只有他们的作品。汉斯·莫尔曼在剧中询问店员，“有没有罗伯特·卢德伦的作品？”结果店员回答：“滚出去。”

## 反响
《教派的喜悦》于1998年2月8日通过福克斯广播公司在美国首播。根据尼尔森收视率调查结果，节目的收视率为9.6，相当于吸引了约940万家庭收看，在2月2至8日这周福克斯的所有电视节目里排名第4，仅次于《X档案》、《山丘之王》（King of the Hill）和《甜心俏佳人》。
2006年，《今日美国》在评价《辛普森一家》第9季时称，《教派的喜悦》、《泰坦的垃圾》（Trash of the Titans）、《库斯提最后的诱惑》、《枪弹家庭》（The Cartridge Family）、《蠢蛋赔偿》（Dumbbell Indemnity）和《从巴士出击》（Das Bus）是这季表现最突出的7集节目。《影音俱乐部》在《完美捕捉时代特色的15个〈辛普森一家〉的瞬间》（15 Simpsons Moments That Perfectly Captured Their Eras）一文中对本集进行分析。《每日镜报》也在评价第9季时称赞这一集，称“《教派的喜悦》令人捧腹，只有玛琦还保持着清醒的头脑”。《太阳先驱报》（Herald Sun）的艾萨克·米切尔-弗雷（Isaac Mitchell-Frey）认为这集在第9季中表现突出。苏格兰《周日邮报》（Sunday Mail）表示，《教派的喜悦》是值得推荐，并且适合“合家观赏”的一集节目，评论中指出：“通常来说，涉及邪教的节目都会表现出厄运与黑暗。只有辛普森家族的巴特能够将之变成喜剧，但是，他和家人马上又落入了新邪教（指电视）之手！”
辛普森一家档案馆网站的杰夫·肖尔达（Jeff Shalda）认为，《教派的喜悦》堪称“《辛普森一家》呈现优异品质”的典范作品之一，并且分析了《辛普森一家》某些内容让基督徒不快的原因。沃伦·马丁（Warren Martyn）和阿德里安·伍德（Adrian Wood）在著作《我简直不敢相信这是更大更新的辛普森一家非官方指南》（I Can't Believe It's a Bigger and Better Updated Unofficial Simpsons Guide）一书中认为，《教派的喜悦》是《辛普森一家》中较为另类的一集，有“很多美好的瞬间”，而且“伯恩斯也认定自己需要被爱，这是个很好的转折。”但是，书中认为剧中的笑料不足以维系整集节目。杜伦大学圣玛丽学院推出“哲学导论：莉萨·辛普森的机智和智慧”（An Introduction to Philosophy: The Wit and Wisdom of Lisa Simpson）课程计划，课程中的“假先知”章节就以《教派的喜悦》为例，教导学生有关“宗教”的一些“更为令人发指的现象”，或是提醒学生在学习基督教教义中的假先知主题内容时保持警惕。

## 扩展阅读
- Gray, Jonathan, Fordham University. . Popular Communication (Mahwah, New Jersey: Lawrence Erlbaum Associates, Inc.). 2007, 5 (2): 129–148  [2013-01-27]. doi:10.1080/15405700701294111. （原始内容存档于2013-01-27）.